# Сюрпляс

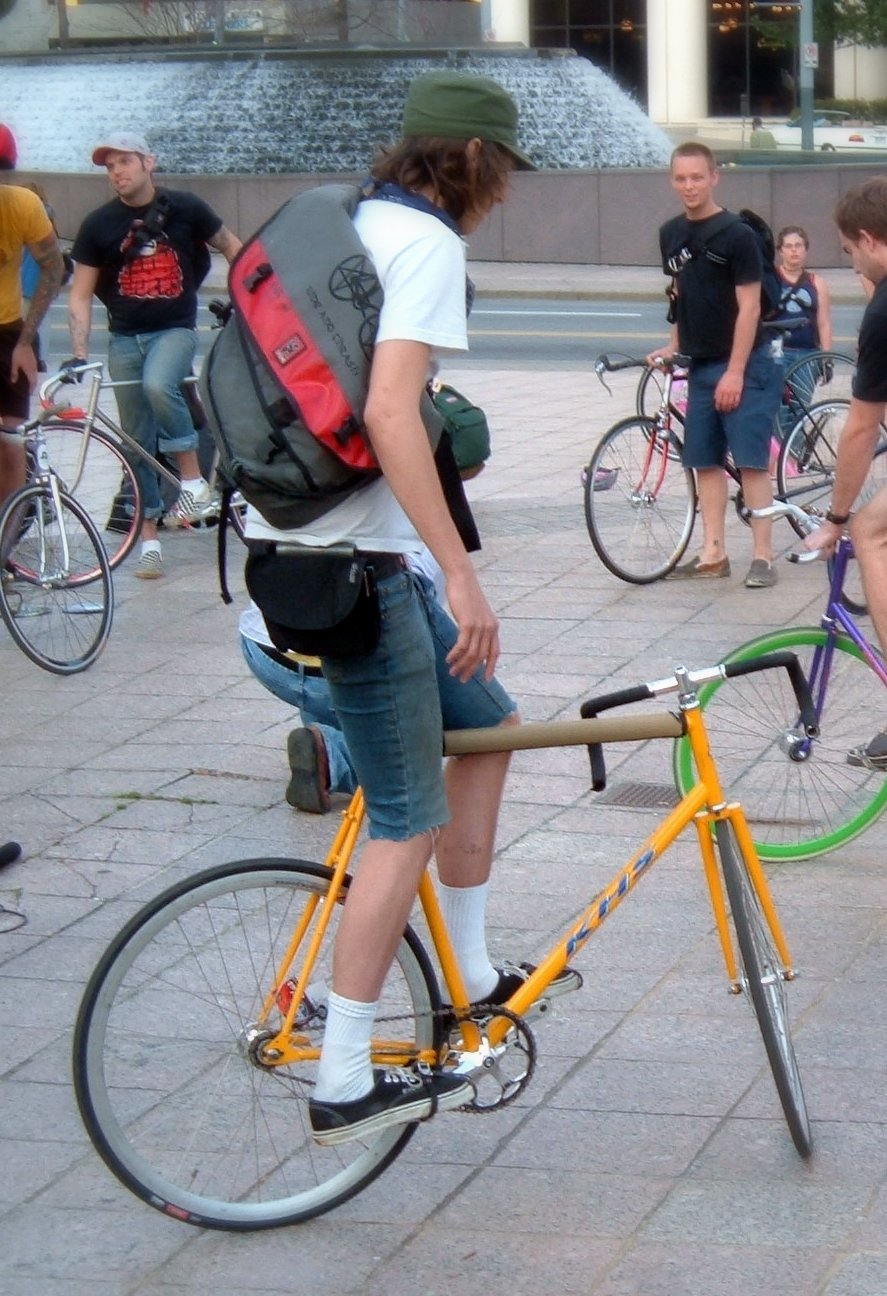
Трекстенд без рук

Сюрпляс (від фр. surplace, sur place, на місці), трекстенд (від англ. track stand)  — у велосипедному спорті на треку — положення велосипеда на старті, також використовується для позначення техніко-тактичного прийому ведення спринтерської гонки, що виражається в умінні велосипедиста зберігати рівновагу при відсутності поступального руху, щоб змусити противника рухатися вперед, а самому зайняти позицію ззаду.